# Flavien de Constantinople
Pour les articles homonymes, voir Flavien et Saint-Flavien.
Flavien de Constantinople est patriarche de Constantinople de 446 à 449. Il est reconnu comme saint par l'Église orthodoxe.

## Biographie
Il succède à Proclus en tant que patriarche de Constantinople en 446. Très vite, il se fait un ennemi de l'eunuque Chrysaphios, très influent à la cour de l'empereur Théodose II, et c'est l'archimandrite Eutychès, parrain de Chrysaphios, qui prend de plus en plus d'importance face au patriarche.
À la suite d'une plainte pour hérésie contre Eutychès, formulée par Eusèbe de Dorylée, Proclus réussit à faire condamner Eutychès en 448. Cependant ce dernier, toujours soutenu par l'empereur Théodose II, fait appel de la décision, à la fois auprès de l'empereur mais aussi auprès de Rome. Flavien se trouve ainsi affaibli dans son autorité et doit assister en 449 à un procès en révision de la condamnation d'Eutychès. Il est même sommé par l'empereur de produire une profession de foi pour juger de son orthodoxie.
C'est dans ce contexte qu'il est le destinataire en juin 449 de la lettre de Léon le Grand connue sous le nom de Tome à Flavien : le pape prend parti pour Flavien en précisant les points de doctrine sur lesquels celui-ci et Eutychès s'opposent. Au monophysisme d'Eutychès, il donne raison au dyophysisme de Flavien en affirmant pour le Christ l'existence dans une seule personne de deux natures unies et conservant leurs propriétés propres, l'une divine et l'autre humaine.
Le procès en révision se poursuit en présence de légats du pape mais donne lieu à ce que l'on appellera plus tard le brigandage d'Éphèse : la lettre du pape pouvant soutenir Flavien n'est pas lue et les débats verrouillés par les partisans de Théodose et d'Eutychès. Flavien est déposé par un vote au cours de ce concile ; alors qu'il demande à Dioscore de l'épargner : παραιτουμαι σε, celui-ci donne l'ordre de faire entrer des soldats et des moines armés dans la basilique, il est brutalement arrêté par les soldats qui l'insultent,.
Selon Theophane, Zonaras, Liberatus, Evagre et Cyrille de Scythopolis, il serait mort des suites de ses blessures trois jours plus tard.
Nestorius, lui, qui est une source contemporaine, indique, qu'il aurait succombé aux fatigues du voyage vers son exil en Lydie au bout de quatre jours mais met la responsabilité de sa mort sur les soldats qui auraient reçu l'ordre de presser Flavien afin de le faire mourir des suites de ses blessures.
Il est remplacé à la tête du patriarcat de Constantinople par un diacre égyptien, Anatole, qui sera d'abord un disciple de Dioscore avant d'être un des présidents de Chalcédoine.
Sa réhabilitation intervient rapidement après la mort de Théodose II et l'avènement de l'impératrice Pulchérie, qui se marie à Marcien qui devient empereur. Pulchérie reconnait le Tome à Flavien. La dépouille de Flavien est solennellement ramenée à Constantinople avant la fin novembre 450 pour y être transférée dans l'église des Saints-Apôtres.

## Culte
On honore ce saint le 16 février chez les orthodoxes,,, le 17 février selon le martyrologe romain,, et le 24 novembre (jour de la déposition de ses reliques à Giulianova dans les Abruzzes). Il est le patron des villes de Giulianova (Abruzzes) et Conversano (Pouilles).